# Be with you.
Pour les articles homonymes, voir Be with you.
Singles de BoA
Lose Your Mind
(2007) Vivid
(2008)
Be with you. est le 26e single de BoA sorti sous le label Avex Trax le 20 février 2008 au Japon. Il atteint la 13e place du classement de l'Oricon et reste classé 5 semaines pour un total de 15 636 exemplaires vendus. La chanson Be with you. se trouve sur l'album The Face.
Be with you. a été utilisé comme thème musical pour le film Inu to Watashi no 10 no Yakusoku.

## Liste des titres
| 1. | Be with you.                                     |  |
| 2. | Precious                                         |  |
| 3. | Be with you. (spring acoustic mix) (First Press) |  |
| 4. | Be with you. (instrumental)                      |  |
| 5. | Precious (instrumental)                          |  |

| 1. | New Album "THE FACE" (Special Digest Movie) |  |